# Andrea Conti (calciatore 1994)
Andrea Conti (Lecco, 2 marzo 1994) è un ex calciatore italiano, di ruolo difensore.

## Carriera

### Club

#### Giovanili e prestiti a Perugia e Lanciano
Cresciuto nel settore giovanile dell'Atalanta, nel 2013, a 19 anni, viene ceduto in prestito al Perugia in Lega Pro Prima Divisione. Ottiene 16 presenze in campionato con la squadra umbra, che vince il girone B e viene promossa nella serie cadetta.
Nel 2014 passa in prestito alla Virtus Lanciano, in Serie B, dove ottiene 24 presenze in campionato.

#### Ritorno all'Atalanta
Nella stagione 2015-2016 ritorna all'Atalanta e viene inserito nella rosa della prima squadra. Esordisce in competizioni ufficiali con la squadra bergamasca il 2 dicembre 2015, nella partita del quarto turno di Coppa Italia persa per 3-1 contro l'Udinese allo Stadio Friuli. Esordisce in Serie A il successivo 6 gennaio 2016, sempre in trasferta contro l'Udinese, nella partita persa dai bergamaschi per 2-1. Segna la sua prima rete in Serie A (che è inoltre la sua prima rete in competizioni professionistiche) il 3 febbraio 2016 in trasferta, nella partita persa per 2-1 contro il Verona. Chiude il suo primo campionato in Serie A con 2 reti in 14 presenze.
La stagione successiva viene impiegato come titolare dall'allenatore Gasperini. In campionato realizza ben 8 gol in 33 presenze, contribuendo al 4º posto finale dell'Atalanta che torna così nelle coppe europee qualificandosi alla successiva Europa League.

#### Milan
Il 7 luglio 2017, a 23 anni, passa al Milan a titolo definitivo per 24 milioni di euro, firmando un contratto quinquennale valido fino al 30 giugno 2022. Debutta con la maglia rossonera, nonché nelle competizioni UEFA per club, il 27 luglio seguente, a Drobeta-Turnu Severin in occasione del match d'andata del terzo turno preliminare di Europa League vinto per 0-1 contro il U Craiova. Il 15 settembre in allenamento si rompe il crociato anteriore del ginocchio sinistro: operato il giorno seguente, torna a disposizione sei mesi dopo. Il 27 marzo 2018, in allenamento, si procura una nuova lesione al ginocchio già precedentemente operato, riportando un forte trauma distorsivo che lo costringe ad un nuovo intervento chirurgico.
Torna in campo la stagione successiva, il 22 dicembre 2018, subentrando ad Abate nel finale della partita persa 1-0 in casa contro la Fiorentina alla 17ª giornata di campionato. Esordisce in Coppa Italia il 12 gennaio 2019 nella partita contro la Sampdoria, vinta per 2-0 dai rossoneri, in cui realizza l'assist a Cutrone per il primo gol. In questa sua seconda stagione al Milan ottiene 15 presenze totali, di cui 12 in campionato ed una nella Supercoppa Italiana disputata a Gedda e persa contro la Juventus.
Nella stagione 2019-2020 trova maggiore continuità, sia sotto la gestione di Marco Giampaolo che con Stefano Pioli, alternandosi spesso sulla fascia destra con Davide Calabria. A fine stagione, la terza in maglia rossonera, totalizza 26 presenze, di cui 23 in Serie A.
All'inizio della stagione successiva trova pochissimo spazio, ma il 10 dicembre 2020, in occasione dell'ultima gara della fase a gironi di Europa League, vinta 1-0 in trasferta contro lo Sparta Praga, gioca titolare e indossa per la prima volta la fascia di capitano.

#### Prestito al Parma e ritorno al Milan
Il 21 gennaio 2021 si trasferisce al Parma in prestito con l’obbligo di riscatto fissato a 7 milioni di euro in caso di salvezza del club emiliano; a causa della retrocessione in Serie B dei crociati non viene però riscattato, facendo così ritorno a Milano, dove colleziona una sola presenza, da subentrato, nel finale di Milan-Roma (3-1) del 6 gennaio 2022.

#### Sampdoria e ritiro
Il 10 gennaio 2022 passa a titolo definitivo alla Sampdoria fino al 2025. Il 18 gennaio torna a segnare un gol dopo quasi cinque anni di digiuno, realizzando l'unica rete doriana nella partita di Coppa Italia persa in casa della Juventus (4-1). Il 6 febbraio successivo ritrova anche il gol in campionato, siglando la terza rete del rotondo successo sul Sassuolo (4-0).
Nella stagione 2022-2023 che si conclude con la retrocessione in Serie B della squadra gioca solo la partita casalinga contro il Monza del 2 ottobre 2022 che si conclude con la vittoria per 0-3 dei brianzoli, poi per quasi tutto il campionato rimane fermo a causa di infortuni. In Coppa Italia il 20 ottobre 2022 gioca la partita contro l'Ascoli che si conclude ai rigori con il passaggio del turno dei blucerchiati.
In Serie B il 9 dicembre 2023 gioca solo un minuto nella partita contro il Lecco vinta 2-0 dai blucerchiati sostituendo all'ultimo minuto Stojanović, e anche in questo campionato rimane quasi sempre fermo a causa di infortuni. In Coppa Italia il 31 ottobre 2023 gioca la partita contro la Salernitana che si conclude con la sconfitta 4-0 per i blucerchiati. Il 10 luglio 2024 rescinde il contratto con il club.
Il 18 aprile 2025, attraverso un'intervista , annuncia il proprio ritiro dal calcio giocato all'età di 31 anni a causa degli infortuni.

### Nazionale
Esordisce con la nazionale Under-21 il 12 agosto 2015, nella partita amichevole Ungheria-Italia (0-0). Il 10 novembre 2016 realizza il suo primo gol con l'Under-21, nella partita amichevole giocata a Southampton contro l'Inghilterra, dove realizza la rete del momentaneo 1-1 nella gara vinta (3-2) dagli inglesi.
Viene convocato per l'Europeo Under-21 2017 in Polonia, dove l'Italia viene eliminata in semifinale dalla Spagna.
Convocato dal CT Gian Piero Ventura, esordisce con la nazionale maggiore il 5 settembre 2017, a 23 anni, giocando da titolare nella partita Italia-Israele (1-0) disputata a Reggio Emilia, valida per le qualificazioni al mondiale 2018, partendo titolare e venendo poi sostituito a causa di una distorsione alla caviglia.

## Statistiche

### Presenze e reti nei club
| Stagione         | Squadra          | Campionato       | Campionato | Campionato | Coppe nazionali | Coppe nazionali | Coppe nazionali | Coppe continentali | Coppe continentali | Coppe continentali | Altre coppe | Altre coppe | Altre coppe | Totale | Totale |
| Stagione         | Squadra          | Comp             | Pres       | Reti       | Comp            | Pres            | Reti            | Comp               | Pres               | Reti               | Comp        | Pres        | Reti        | Pres   | Reti   |
| ---------------- | ---------------- | ---------------- | ---------- | ---------- | --------------- | --------------- | --------------- | ------------------ | ------------------ | ------------------ | ----------- | ----------- | ----------- | ------ | ------ |
| 2013-2014        | Perugia          | 1D               | 16         | 0          | CI+CI-LP        | 1+3             | 0               | -                  | -                  | -                  | SdL-1D      | 1           | 0           | 21     | 0      |
| 2014-2015        | Virtus Lanciano  | B                | 24         | 0          | CI              | 1               | 0               | -                  | -                  | -                  | -           | -           | -           | 25     | 0      |
| 2015-2016        | Atalanta         | A                | 14         | 2          | CI              | 1               | 0               | -                  | -                  | -                  | -           | -           | -           | 15     | 2      |
| 2016-2017        | Atalanta         | A                | 33         | 8          | CI              | 2               | 0               | -                  | -                  | -                  | -           | -           | -           | 35     | 8      |
| Totale Atalanta  | Totale Atalanta  | Totale Atalanta  | 47         | 10         |                 | 3               | 0               |                    | -                  | -                  |             | -           | -           | 50     | 10     |
| 2017-2018        | Milan            | A                | 2          | 0          | CI              | 0               | 0               | UEL                | 3                  | 0                  | -           | -           | -           | 5      | 0      |
| 2018-2019        | Milan            | A                | 12         | 0          | CI              | 2               | 0               | UEL                | 0                  | 0                  | SI          | 1           | 0           | 15     | 0      |
| 2019-2020        | Milan            | A                | 23         | 0          | CI              | 3               | 0               | -                  | -                  | -                  | -           | -           | -           | 26     | 0      |
| 2020-gen. 2021   | Milan            | A                | 3          | 0          | CI              | 0               | 0               | UEL                | 2                  | 0                  | -           | -           | -           | 5      | 0      |
| gen.-giu. 2021   | Parma            | A                | 11         | 0          | CI              | 0               | 0               | -                  | -                  | -                  | -           | -           | -           | 11     | 0      |
| 2021-gen. 2022   | Milan            | A                | 1          | 0          | CI              | -               | -               | UCL                | -                  | -                  | -           | -           | -           | 1      | 0      |
| Totale Milan     | Totale Milan     | Totale Milan     | 41         | 0          |                 | 5               | 0               |                    | 5                  | 0                  |             | 1           | 0           | 52     | 0      |
| gen.-giu. 2022   | Sampdoria        | A                | 7          | 1          | CI              | 1               | 1               | -                  | -                  | -                  | -           | -           | -           | 8      | 2      |
| 2022-2023        | Sampdoria        | A                | 1          | 0          | CI              | 1               | 0               | -                  | -                  | -                  | -           | -           | -           | 2      | 0      |
| 2023-2024        | Sampdoria        | B                | 1          | 0          | CI              | 1               | 0               | -                  | -                  | -                  | -           | -           | -           | 2      | 0      |
| Totale Sampdoria | Totale Sampdoria | Totale Sampdoria | 9          | 1          |                 | 3               | 1               |                    | -                  | -                  |             | -           | -           | 12     | 2      |
| Totale carriera  | Totale carriera  | Totale carriera  | 148        | 11         |                 | 16              | 1               |                    | 5                  | 0                  |             | 2           | 0           | 171    | 12     |

### Cronologia presenze e reti in nazionale
| Cronologia completa delle presenze e delle reti in nazionale ― Italia | Cronologia completa delle presenze e delle reti in nazionale ― Italia | Cronologia completa delle presenze e delle reti in nazionale ― Italia | Cronologia completa delle presenze e delle reti in nazionale ― Italia | Cronologia completa delle presenze e delle reti in nazionale ― Italia | Cronologia completa delle presenze e delle reti in nazionale ― Italia | Cronologia completa delle presenze e delle reti in nazionale ― Italia | Cronologia completa delle presenze e delle reti in nazionale ― Italia |
| Data                                                                  | Città                                                                 | In casa                                                               | Risultato                                                             | Ospiti                                                                | Competizione                                                          | Reti                                                                  | Note                                                                  |
| --------------------------------------------------------------------- | --------------------------------------------------------------------- | --------------------------------------------------------------------- | --------------------------------------------------------------------- | --------------------------------------------------------------------- | --------------------------------------------------------------------- | --------------------------------------------------------------------- | --------------------------------------------------------------------- |
| 5-9-2017                                                              | Reggio Emilia                                                         | Italia                                                                | 1 – 0                                                                 | Israele                                                               | Qual. Mondiali 2018                                                   | -                                                                     | 49’                                                                   |
| Totale                                                                |                                                                       | Presenze                                                              | 1                                                                     |                                                                       | Reti                                                                  | 0                                                                     |                                                                       |

| Cronologia completa delle presenze e delle reti in nazionale ― Italia under 21 | Cronologia completa delle presenze e delle reti in nazionale ― Italia under 21 | Cronologia completa delle presenze e delle reti in nazionale ― Italia under 21 | Cronologia completa delle presenze e delle reti in nazionale ― Italia under 21 | Cronologia completa delle presenze e delle reti in nazionale ― Italia under 21 | Cronologia completa delle presenze e delle reti in nazionale ― Italia under 21 | Cronologia completa delle presenze e delle reti in nazionale ― Italia under 21 | Cronologia completa delle presenze e delle reti in nazionale ― Italia under 21 |
| Data                                                                           | Città                                                                          | In casa                                                                        | Risultato                                                                      | Ospiti                                                                         | Competizione                                                                   | Reti                                                                           | Note                                                                           |
| ------------------------------------------------------------------------------ | ------------------------------------------------------------------------------ | ------------------------------------------------------------------------------ | ------------------------------------------------------------------------------ | ------------------------------------------------------------------------------ | ------------------------------------------------------------------------------ | ------------------------------------------------------------------------------ | ------------------------------------------------------------------------------ |
| 12-8-2015                                                                      | Telki                                                                          | Ungheria under 21                                                              | 2 – 0                                                                          | Italia under 21                                                                | Amichevole                                                                     | -                                                                              | 60’                                                                            |
| 8-9-2015                                                                       | Reggio Emilia                                                                  | Italia under 21                                                                | 1 – 0                                                                          | Slovenia under 21                                                              | Qual. Europeo Under-21 2017                                                    | -                                                                              |                                                                                |
| 8-10-2015                                                                      | Capodistria                                                                    | Slovenia under 21                                                              | 0 – 3                                                                          | Italia under 21                                                                | Qual. Europeo Under-21 2017                                                    | -                                                                              |                                                                                |
| 13-10-2015                                                                     | Vicenza                                                                        | Italia under 21                                                                | 1 – 0                                                                          | Irlanda under 21                                                               | Qual. Europeo Under-21 2017                                                    | -                                                                              |                                                                                |
| 13-11-2015                                                                     | Novi Sad                                                                       | Serbia under 21                                                                | 1 – 1                                                                          | Italia under 21                                                                | Qual. Europeo Under-21 2017                                                    | -                                                                              |                                                                                |
| 24-3-2016                                                                      | Waterford                                                                      | Irlanda under 21                                                               | 1 – 4                                                                          | Italia under 21                                                                | Qual. Europeo Under-21 2017                                                    | -                                                                              |                                                                                |
| 29-3-2016                                                                      | Andorra la Vella                                                               | Andorra under 21                                                               | 0 – 1                                                                          | Italia under 21                                                                | Qual. Europeo Under-21 2017                                                    | -                                                                              |                                                                                |
| 2-6-2016                                                                       | Venezia                                                                        | Italia under 21                                                                | 0 – 1                                                                          | Francia under 21                                                               | Amichevole                                                                     | -                                                                              |                                                                                |
| 10-8-2016                                                                      | San Benedetto del Tronto                                                       | Italia under 21                                                                | 0 – 0                                                                          | Albania under 21                                                               | Amichevole                                                                     | -                                                                              |                                                                                |
| 2-9-2016                                                                       | Vicenza                                                                        | Italia under 21                                                                | 1 – 1                                                                          | Serbia under 21                                                                | Qual. Europeo Under-21 2017                                                    | -                                                                              | 80’                                                                            |
| 6-9-2016                                                                       | La Spezia                                                                      | Italia under 21                                                                | 3 – 0                                                                          | Andorra under 21                                                               | Qual. Europeo Under-21 2017                                                    | -                                                                              |                                                                                |
| 11-10-2016                                                                     | Kaunas                                                                         | Lituania under 21                                                              | 0 – 0                                                                          | Italia under 21                                                                | Qual. Europeo Under-21 2017                                                    | -                                                                              | 82’                                                                            |
| 10-11-2016                                                                     | Southampton                                                                    | Inghilterra under 21                                                           | 3 – 2                                                                          | Italia under 21                                                                | Amichevole                                                                     | 1                                                                              | 46’                                                                            |
| 14-11-2016                                                                     | Bergamo                                                                        | Italia under 21                                                                | 0 – 0                                                                          | Danimarca under 21                                                             | Amichevole                                                                     | -                                                                              |                                                                                |
| 18-6-2017                                                                      | Cracovia                                                                       | Danimarca under 21                                                             | 0 – 2                                                                          | Italia under 21                                                                | Europeo Under-21 2017 - 1º turno                                               | -                                                                              |                                                                                |
| 21-6-2017                                                                      | Tychy                                                                          | Rep. Ceca under 21                                                             | 3 – 1                                                                          | Italia under 21                                                                | Europeo Under-21 2017 - 1º turno                                               | -                                                                              | 73’                                                                            |
| 24-6-2017                                                                      | Cracovia                                                                       | Germania under 21                                                              | 0 – 1                                                                          | Italia under 21                                                                | Europeo Under-21 2017 - 1º turno                                               | -                                                                              | 46’                                                                            |
| Totale                                                                         |                                                                                | Presenze                                                                       | 17                                                                             |                                                                                | Reti                                                                           | 1                                                                              |                                                                                |

## Palmarès

### Club

#### Competizioni giovanili
- Campionato Giovanissimi Nazionali: 1

Atalanta: 2007-2008

#### Competizioni nazionali
- Lega Pro Prima Divisione: 1

Perugia: 2013-2014
- Supercoppa di Lega di Prima Divisione: 1

Perugia: 2014